# Volkan Babacan
Volkan Babacan (Adalia, 11 agosto 1988) è un calciatore turco, portiere dell'İstanbul Başakşehir.

## Carriera

### Club
Cresciuto nelle giovanili del Fenerbahçe, durante la stagione 2006-07 è stato mandato in prestito all'İstanbulspor. Tornato al Fenerbahçe all'inizio della stagione 2007-2008, ha esordito in prima squadra.

### Nazionale
Viene convocato per gli Europei 2016 in Francia.

## Statistiche

### Presenze e reti nei club
Statistiche aggiornate al 18 marzo 2018.
| Stagione             | Squadra              | Campionato           | Campionato | Campionato | Coppe nazionali | Coppe nazionali | Coppe nazionali | Coppe continentali | Coppe continentali | Coppe continentali | Altre coppe | Altre coppe | Altre coppe | Totale | Totale |
| Stagione             | Squadra              | Comp                 | Pres       | Reti       | Comp            | Pres            | Reti            | Comp               | Pres               | Reti               | Comp        | Pres        | Reti        | Pres   | Reti   |
| -------------------- | -------------------- | -------------------- | ---------- | ---------- | --------------- | --------------- | --------------- | ------------------ | ------------------ | ------------------ | ----------- | ----------- | ----------- | ------ | ------ |
| 2010-2011            | Kayserispor          | SL                   | 4          | -3         | TK              | 0               | 0               | -                  | -                  | -                  | -           | -           | -           | 4      | -3     |
| 2011-2012            | Manisaspor           | SL                   | 4          | -11        | TK              | 1               | -2              | -                  | -                  | -                  | -           | -           | -           | 5      | -13    |
| 2012-2013            | Manisaspor           | 1L                   | 34+3       | -27 + -3   | TK              | 0               | 0               | -                  | -                  | -                  | -           | -           | -           | 37     | -30    |
| 2013-2014            | Manisaspor           | 1L                   | 31         | -38        | TK              | 0               | 0               | -                  | -                  | -                  | -           | -           | -           | 31     | -38    |
| Totale Manisaspor    | Totale Manisaspor    | Totale Manisaspor    | 69+3       | -76 + -3   |                 | 1               | -2              |                    | -                  | -                  |             | -           | -           | 73     | -81    |
| 2014-2015            | İstanbul B.B.        | SL                   | 34         | -30        | TK              | 0               | 0               | -                  | -                  | -                  | -           | -           | -           | 34     | -30    |
| 2015-2016            | İstanbul B.B.        | SL                   | 34         | -36        | TK              | 2               | -3              | UEL                | 1                  | 0                  | -           | -           | -           | 37     | -39    |
| 2016-2017            | İstanbul B.B.        | SL                   | 33         | -27        | TK              | 4               | -4              | UEL                | 4                  | -6                 | -           | -           | -           | 41     | -37    |
| 2017-2018            | İstanbul B.B.        | SL                   | 26         | -26        | TK              | 0               | 0               | UCL+UEL            | 4+2                | -7 + -2            | -           | -           | -           | 32     | -35    |
| Totale İstanbul B.B. | Totale İstanbul B.B. | Totale İstanbul B.B. | 127        | -119       |                 | 6               | -7              |                    | 11                 | -15                |             | -           | -           | 144    | -141   |
| Totale carriera      | Totale carriera      | Totale carriera      | 203        | -201       |                 | 7               | -9              |                    | 11                 | -15                |             | -           | -           | 221    | -225   |

### Cronologia presenze e reti in nazionale
| Cronologia completa delle presenze e delle reti in nazionale ― Turchia | Cronologia completa delle presenze e delle reti in nazionale ― Turchia | Cronologia completa delle presenze e delle reti in nazionale ― Turchia | Cronologia completa delle presenze e delle reti in nazionale ― Turchia | Cronologia completa delle presenze e delle reti in nazionale ― Turchia | Cronologia completa delle presenze e delle reti in nazionale ― Turchia | Cronologia completa delle presenze e delle reti in nazionale ― Turchia | Cronologia completa delle presenze e delle reti in nazionale ― Turchia |
| Data                                                                   | Città                                                                  | In casa                                                                | Risultato                                                              | Ospiti                                                                 | Competizione                                                           | Reti                                                                   | Note                                                                   |
| ---------------------------------------------------------------------- | ---------------------------------------------------------------------- | ---------------------------------------------------------------------- | ---------------------------------------------------------------------- | ---------------------------------------------------------------------- | ---------------------------------------------------------------------- | ---------------------------------------------------------------------- | ---------------------------------------------------------------------- |
| 13-10-2014                                                             | Riga                                                                   | Lettonia                                                               | 1 – 1                                                                  | Turchia                                                                | Qual. Euro 2016                                                        | -1                                                                     |                                                                        |
| 12-11-2014                                                             | Istanbul                                                               | Turchia                                                                | 0 – 4                                                                  | Brasile                                                                | Amichevole                                                             | -1                                                                     | 46’                                                                    |
| 16-11-2014                                                             | Istanbul                                                               | Turchia                                                                | 3 – 1                                                                  | Kazakistan                                                             | Qual. Euro 2016                                                        | -1                                                                     |                                                                        |
| 28-3-2015                                                              | Amsterdam                                                              | Paesi Bassi                                                            | 1 – 1                                                                  | Turchia                                                                | Qual. Euro 2016                                                        | -1                                                                     |                                                                        |
| 8-6-2015                                                               | Istanbul                                                               | Turchia                                                                | 4 – 0                                                                  | Bulgaria                                                               | Amichevole                                                             | -                                                                      |                                                                        |
| 12-6-2015                                                              | Almaty                                                                 | Kazakistan                                                             | 0 – 1                                                                  | Turchia                                                                | Qual. Euro 2016                                                        | -                                                                      |                                                                        |
| 3-9-2015                                                               | Konya                                                                  | Turchia                                                                | 1 – 1                                                                  | Lettonia                                                               | Qual. Euro 2016                                                        | -1                                                                     |                                                                        |
| 6-9-2015                                                               | Konya                                                                  | Turchia                                                                | 3 – 0                                                                  | Paesi Bassi                                                            | Qual. Euro 2016                                                        | -                                                                      |                                                                        |
| 10-10-2015                                                             | Praga                                                                  | Rep. Ceca                                                              | 0 – 2                                                                  | Turchia                                                                | Qual. Euro 2016                                                        | -                                                                      |                                                                        |
| 13-10-2015                                                             | Konya                                                                  | Turchia                                                                | 1 – 0                                                                  | Islanda                                                                | Qual. Euro 2016                                                        | -                                                                      |                                                                        |
| 13-11-2015                                                             | Doha                                                                   | Qatar                                                                  | 1 – 2                                                                  | Turchia                                                                | Amichevole                                                             | -1                                                                     |                                                                        |
| 17-11-2015                                                             | Istanbul                                                               | Turchia                                                                | 0 – 0                                                                  | Grecia                                                                 | Amichevole                                                             | -                                                                      |                                                                        |
| 24-3-2016                                                              | Adalia                                                                 | Turchia                                                                | 2 – 1                                                                  | Svezia                                                                 | Amichevole                                                             | -1                                                                     |                                                                        |
| 29-3-2016                                                              | Vienna                                                                 | Austria                                                                | 1 – 2                                                                  | Turchia                                                                | Amichevole                                                             | -1                                                                     |                                                                        |
| 22-5-2016                                                              | Manchester                                                             | Inghilterra                                                            | 2 – 1                                                                  | Turchia                                                                | Amichevole                                                             | -2                                                                     |                                                                        |
| 29-5-2016                                                              | Ankara                                                                 | Turchia                                                                | 1 – 0                                                                  | Montenegro                                                             | Amichevole                                                             | -                                                                      |                                                                        |
| 5-6-2016                                                               | Lubiana                                                                | Slovenia                                                               | 0 – 1                                                                  | Turchia                                                                | Amichevole                                                             | -                                                                      |                                                                        |
| 12-6-2016                                                              | Parigi                                                                 | Turchia                                                                | 0 – 1                                                                  | Croazia                                                                | Euro 2016 - 1º turno                                                   | -1                                                                     |                                                                        |
| 17-6-2016                                                              | Nizza                                                                  | Spagna                                                                 | 3 – 0                                                                  | Turchia                                                                | Euro 2016 - 1º turno                                                   | -3                                                                     |                                                                        |
| 21-6-2016                                                              | Lens                                                                   | Rep. Ceca                                                              | 0 – 2                                                                  | Turchia                                                                | Euro 2016 - 1º turno                                                   | -                                                                      |                                                                        |
| 31-8-2016                                                              | Adalia                                                                 | Turchia                                                                | 0 – 0                                                                  | Russia                                                                 | Amichevole                                                             | -                                                                      |                                                                        |
| 5-9-2016                                                               | Zagabria                                                               | Croazia                                                                | 1 – 1                                                                  | Turchia                                                                | Qual. Mondiali 2018                                                    | -1                                                                     |                                                                        |
| 6-10-2016                                                              | Konya                                                                  | Turchia                                                                | 2 – 2                                                                  | Ucraina                                                                | Qual. Mondiali 2018                                                    | -2                                                                     |                                                                        |
| 9-10-2016                                                              | Reykjavík                                                              | Islanda                                                                | 2 – 0                                                                  | Turchia                                                                | Qual. Mondiali 2018                                                    | -2                                                                     |                                                                        |
| 12-11-2016                                                             | Adalia                                                                 | Turchia                                                                | 2 – 0                                                                  | Kosovo                                                                 | Qual. Mondiali 2018                                                    | -                                                                      |                                                                        |
| 24-3-2017                                                              | Adalia                                                                 | Turchia                                                                | 2 – 0                                                                  | Finlandia                                                              | Qual. Mondiali 2018                                                    | -                                                                      |                                                                        |
| 5-6-2017                                                               | Skopje                                                                 | Macedonia                                                              | 0 – 0                                                                  | Turchia                                                                | Amichevole                                                             | -                                                                      |                                                                        |
| 11-6-2017                                                              | Scutari                                                                | Kosovo                                                                 | 1 – 4                                                                  | Turchia                                                                | Qual. Mondiali 2018                                                    | -1                                                                     |                                                                        |
| 2-9-2017                                                               | Kiev                                                                   | Ucraina                                                                | 2 – 0                                                                  | Turchia                                                                | Qual. Mondiali 2018                                                    | -2                                                                     |                                                                        |
| 5-9-2017                                                               | Eskişehir                                                              | Turchia                                                                | 1 – 0                                                                  | Croazia                                                                | Qual. Mondiali 2018                                                    | -                                                                      |                                                                        |
| 6-10-2017                                                              | Eskişehir                                                              | Turchia                                                                | 0 – 3                                                                  | Islanda                                                                | Qual. Mondiali 2018                                                    | -3                                                                     |                                                                        |
| 9-10-2017                                                              | Turku                                                                  | Finlandia                                                              | 2 – 2                                                                  | Turchia                                                                | Qual. Mondiali 2018                                                    | -2                                                                     |                                                                        |
| 13-11-2017                                                             | Adalia                                                                 | Turchia                                                                | 2 – 3                                                                  | Albania                                                                | Amichevole                                                             | -3                                                                     |                                                                        |
| 23-3-2018                                                              | Adalia                                                                 | Turchia                                                                | 1 – 0                                                                  | Irlanda                                                                | Amichevole                                                             | -                                                                      |                                                                        |
| 27-3-2018                                                              | Podgorica                                                              | Montenegro                                                             | 2 – 2                                                                  | Turchia                                                                | Amichevole                                                             | -2                                                                     |                                                                        |
| Totale                                                                 |                                                                        | Presenze                                                               | 35                                                                     |                                                                        | Reti                                                                   | -32                                                                    |                                                                        |

## Palmarès

### Club

#### Competizioni nazionali
- Supercoppa Turca: 2

Fenerbahçe: 2007, 2009
- Campionato turco: 1

Basaksehir: 2019-2020